# Sinocoelurus
Genre
Espèce
Sinocoelurus est un genre de petits dinosaures théropodes du Jurassique retrouvé au Sichuan, en Chine. L'espèce-type, Sinocoelurus fragilis, a été nommée et décrite par Yang Zhongjian en 1942. Elle est basée sur l'holotype IVP AS V232-234, constitué d'une seule dent retrouvée, en même temps que trois autres, dans les Kyangyan Series (en), près de Weiyuan (Guangyuan).
Le genre est classé chez les Coelurosauria par Zhongjian, qui constitue à l'époque un regroupement de petits théropodes. La principale caractéristique des dents retrouvées lors des fouilles est leur absence de dentelure.
Il est considéré comme nomen dubium par T. R. Holtz et al. (2004), et X.-C. Wu et al. (2009),.